# しののめ (シンガーソングライター)
しののめ（1997年10月1日 - ）は、日本の女性シンガーソングライター。東京都出身。静岡県在住。

## 概要
1997年生まれ。東京都出身。東京都内を中心に活動する女性シンガーソングライター。3歳の頃からピアノを弾き始める。作曲を始めたのは小学校3年生のころ、好きな演奏をして発表するという音楽の授業があった際に、自室で雨の音を聞いていて、その時に感じた感情を再現できないかと考えたことがきっかけである。その後、東京工業高等専門学校へ進学。軽音楽部に入部し曲作りと音楽活動を本格的に始める。都内のライブハウスを中心に活動し、2017年 吉祥寺クレッシェンド主催「TEEN'S GIRLS FES!」に所属バンドで参加し優勝。以降本格的に楽曲制作を開始し、2018年にシングル「蜃気楼」、2021年にはEP「人形の夢」を配信リリース。楽曲全体を通して「透明な私たちのための物語」をコンセプトとし、ジャズ/ラテン/フュージョン/ロック/R&B等、幅広いジャンルを融合。抒情的でシネマティックな世界観の表現を目標としている。2024年、電車を舞台に「諦めたくない」ことがある人へのメッセージを送る曲を作っていたことをきっかけに銚子電鉄内での応援ライブを行うなど、現在は関東から中部地方と拠点を広げて活動している。

## ディスコグラフィー

### 配信シングル
- 『ネバーランドの女王』（2022年1月15日）[5]
- 『五月の風』（2022年7月3日）[5]
- 『トルソー』（2022年12月3日）[5]

### 配信アルバム
- 『人形の夢』（2021年1月25日）[6]